# La Frasnée
La Frasnée är en kommun i departementet Jura i regionen Bourgogne-Franche-Comté i östra Frankrike. Kommunen ligger i kantonen Clairvaux-les-Lacs som tillhör arrondissementet Lons-le-Saunier. År 2022 hade La Frasnée 40 invånare.

## Befolkningsutveckling
Antalet invånare i kommunen La Frasnée
Referens:INSEE